# Paracoenia wirthi
Paracoenia wirthi är en tvåvingeart som beskrevs av Wayne N. Mathis 1975. Paracoenia wirthi ingår i släktet Paracoenia och familjen vattenflugor. Inga underarter finns listade i Catalogue of Life.